# 藤瀬史朗
藤瀬 史朗（ふじせ しろう、1953年7月2日 - ）は、大阪府茨木市出身の元プロ野球選手（外野手）。

## 経歴
桜宮高から、大阪体育大学に進学し硬式野球部に入部。阪神大学野球リーグでは在学中2回の優勝を経験するが、関西六大学野球リーグへの昇格はならなかった。進学後もプロを目指すつもりはなく、アマチュアの指導者として教員免許の取得を目的としていた。高校時代までは内野手、大学で外野手に転向した。
学生時代は一貫して野球部に所属しており、大学で陸上部に所属していたというのはあくまで“ネット上の噂”として本人が否定している。ただし、足の速さを買われて中学生時代に陸上競技の大会へ出場したことがある。
大学4年次の1975年、目指していた教員採用試験では不合格となったが、その時たまたま拾った新聞に載っていた近鉄バファローズの募集広告で入団テストの実施を知り、当座の就職先確保と元来近鉄ファンでもあったことから「プロ野球選手が見られるかもしれない」という興味本位の理由で受験したところ、1次テストの50m走であまりに足が速かったために2次の打撃・守備テストの結果を待たず合格、ドラフト外で入団した。
1976年はファーム暮らしに終わるも、二年目は二軍で盗塁を稼いでいた所西本幸雄監督に一軍招聘され、以後は足のスペシャリストとして活躍。外野手として登録されていたが、代走で出場する機会が圧倒的に多かった。実働7年間の選手生活で117盗塁を決めているが（盗塁失敗は7年間で28であり、盗塁成功率は80.7％という高率である）、うち代走で決めたものが105を数え、2014年に読売ジャイアンツ所属の鈴木尚広に抜かれるまで通算代走盗塁数のプロ野球記録となっていた。緊迫した試合終盤での代走起用がほとんどで相手バッテリーの警戒も強い中、1979年は27盗塁成功で盗塁死3と成功率90%という驚異的な数字で球団創設以来の初優勝に貢献した。年間代走盗塁数25（1979年）、同一カード連続盗塁成功数33（対阪急戦）といったプロ野球記録も持っている。
1980年には外野手として22試合に先発出場、同年は打率.241、3本塁打を記録している。高校時代の経験から外野以外の二塁手や三塁手でのスタメン起用にも応えた。
1979年の日本シリーズ第7戦のいわゆる「江夏の21球」の場面では羽田耕一の代走として登場。二盗を決め、相手捕手の悪送球を誘って三塁へ進塁するも、石渡茂のスクイズが外された際に三本間に挟まれアウトになっている。
1984年に引退してシーズン途中からファームを指導。
引退後は、近鉄で走塁コーチを11年間務め、1988年のいわゆる「10.19」の試合では一塁ベースコーチとしてグラウンドに立っていた。
1996年から9年間フロント入り。管理部次長、管理部長と順調に出世していた。
2004年末のオリックスとの合併に伴い新球団の用意したポストを断り、近鉄一筋を通して退団。
本人によれば、選手時代はプロの激しい練習について行くのが精一杯の状態でレギュラー出場は叶わず、コーチとしては「10.19」などの激闘を経験し、さらにフロントではプロ野球再編問題に当事者として直面するという巡り合わせで身も心も疲れ果て、とても新球団で仕事を続ける気にはなれなかったという。
その後は、母校である大阪体育大学などを運営する学校法人浪商学園の運動部強化センター部長に転身した。また、大阪体育大学硬式野球部のOB会長も務めている。
チームメイトでの同年代の人物は吹石徳一、羽田耕一、梨田昌孝らがいる。

## エピソード
現役時代は、俊足と親会社が近畿日本鉄道であることから「近鉄特急」と呼ばれていた。スタンドの近鉄ファンは藤瀬の代走がコールされると、「Go! Go! 藤瀬!!」のエールで塁上に向かう藤瀬を出迎えるのが当時のお約束でもあった。
1998年12月1日に前川克彦が契約更改を無断欠席した「11月31日事件」に近鉄球団の管理部で契約更改交渉担当としてもう一方の当事者となっている。
ハーマン・リベラが本塁打を打った際、ホームベース前で出迎える藤瀬の頭をポンポンと軽く叩くのが恒例であった。

## 詳細情報

### 年度別打撃成績
| 年 度     | 球 団     | 試 合 | 打 席 | 打 数 | 得 点 | 安 打 | 二 塁 打 | 三 塁 打 | 本 塁 打 | 塁 打 | 打 点 | 盗 塁 | 盗 塁 死 | 犠 打 | 犠 飛 | 四 球 | 敬 遠 | 死 球 | 三 振 | 併 殺 打 | 打 率 | 出 塁 率 | 長 打 率 | O P S |
| --------- | --------- | ----- | ----- | ----- | ----- | ----- | -------- | -------- | -------- | ----- | ----- | ----- | -------- | ----- | ----- | ----- | ----- | ----- | ----- | -------- | ----- | -------- | -------- | ----- |
| 1977      | 近鉄      | 35    | 15    | 15    | 9     | 3     | 0        | 0        | 0        | 3     | 0     | 10    | 4        | 0     | 0     | 0     | 0     | 0     | 4     | 0        | .200  | .200     | .200     | .400  |
| 1978      | 近鉄      | 69    | 10    | 10    | 22    | 0     | 0        | 0        | 0        | 0     | 0     | 20    | 7        | 0     | 0     | 0     | 0     | 0     | 4     | 0        | .000  | .000     | .000     | .000  |
| 1979      | 近鉄      | 67    | 16    | 13    | 28    | 5     | 0        | 0        | 0        | 5     | 1     | 27    | 3        | 1     | 0     | 2     | 0     | 0     | 2     | 0        | .385  | .467     | .385     | .851  |
| 1980      | 近鉄      | 85    | 122   | 108   | 22    | 26    | 8        | 0        | 3        | 43    | 8     | 22    | 4        | 3     | 2     | 9     | 0     | 0     | 20    | 1        | .241  | .299     | .398     | .697  |
| 1981      | 近鉄      | 85    | 60    | 52    | 15    | 7     | 0        | 0        | 0        | 7     | 1     | 15    | 2        | 3     | 1     | 3     | 0     | 1     | 8     | 1        | .135  | .196     | .135     | .331  |
| 1982      | 近鉄      | 60    | 18    | 16    | 13    | 2     | 0        | 0        | 0        | 2     | 0     | 15    | 6        | 0     | 0     | 2     | 0     | 0     | 2     | 0        | .125  | .222     | .125     | .347  |
| 1983      | 近鉄      | 35    | 6     | 4     | 7     | 2     | 0        | 0        | 1        | 5     | 2     | 8     | 2        | 1     | 1     | 0     | 0     | 0     | 1     | 0        | .500  | .500     | 1.250    | 1.750 |
| 通算：7年 | 通算：7年 | 436   | 247   | 218   | 116   | 45    | 8        | 0        | 4        | 65    | 12    | 117   | 28       | 8     | 4     | 16    | 0     | 1     | 41    | 2        | .206  | .264     | .298     | .562  |

#### 代走成績
代走以外での成績は含まない
| 年度      | 代 走 出 場 | 盗 塁 | 盗 塁 死 | 得 点 | 成 功 率 |
| --------- | ----------- | ----- | -------- | ----- | -------- |
| 1977      | 26          | 8     | 3        | 9     | .727     |
| 1978      | 52          | 20    | 7        | 21    | .741     |
| 1979      | 55          | 25    | 2        | 25    | .926     |
| 1980      | 37          | 16    | 3        | 10    | .842     |
| 1981      | 30          | 13    | 1        | 13    | .929     |
| 1982      | 45          | 15    | 5        | 13    | .750     |
| 1983      | 25          | 8     | 2        | 5     | .800     |
| 通算：7年 | 270         | 105   | 23       | 96    | .820     |

### 記録
- 初出場：1977年7月5日、対日本ハムファイターズ後期1回戦（後楽園球場）、8回表に佐藤竹秀の代走として出場
- 初盗塁：同上、8回表に二盗（投手：高橋一三、捕手：加藤俊夫）
- 初安打：1977年10月5日、対阪急ブレーブス後期12回戦（西京極球場）、9回表に陽田浅吉の代打として出場、佐藤義則から
- 初先発出場：1977年10月7日、対阪急ブレーブス前期13回戦（阪急西宮球場）、8番・左翼手として先発出場
- 初打点：1979年9月3日、対日本ハムファイターズ後期10回戦（後楽園球場）、9回表に小川亨の代打として出場、村上雅則から
- 初本塁打：1980年6月22日、対日本ハムファイターズ前期13回戦（後楽園球場）、3回表に高橋一三からソロ

### 背番号
- 76 （1976年 - 1978年）
- 40 （1979年 - 1984年）
- 86 （1985年 - 1995年）